# Liste des codes OTAN pour les sous-marins
L’OTAN dispose d’un système de notification des noms des sous-marins non occidentaux. Pendant la guerre froide, l’OTAN a introduit un système de noms de code internes pour les classes de sous-marins soviétiques et chinois. Cela a servi à fournir des noms standard lorsque la désignation officielle des navires soviétiques/chinois était inconnue. Le système a été influencé par un système préexistant, distinct, de signalement des avions non occidentaux.
Jusqu'aux années 1980, les noms des sous-marins étaient tirés de l'alphabet orthographique de l'OTAN. Les modifications des modèles existants ont reçu des termes descriptifs, tels que « Whiskey Long Bin ». À partir des années 1980, de nouveaux modèles ont reçu des noms dérivés de mots russes, tels que « Akula » (« Requin »). Ces noms ne correspondaient pas aux noms soviétiques. Par coïncidence, « Akula », qui a été attribué à un sous-marin d'attaque par l'OTAN, était en réalité le nom soviétique d'une autre classe de sous-marins lanceurs de missiles balistiques, que l'OTAN a désigné « Typhoon ».
Les noms des sous-marins chinois sont tirés des dynasties chinoises.

## Liste des noms de navires soviétiques/russes
Les noms de code sont suivis des désignations officielles de la marine soviétique / marine russe.

### Sous-marins d'attaque
- Sous-marins d'attaque - Propulsés par des moteurs diesel/électrique ( Podvodnaya Lodka - PL ) 
  - «Zulu» (Projet 611) 26 navires
  - «Whisky» (Projet 613)
  - «Québec» (Projet A615)
  - «Romeo» (Projet 633)
  - «Foxtrot» (Projet 641)
  - «Tango» (Projet 641B - Classe Som)
  - «Kilo» (Projet 877)
  - «Export kilo»
  - «Improved Kilo» (Projet 636)
  - «Petersburg» (Projet 677, Lada)
- Sous-marins d'attaque - à propulsion nucléaire ( Podvodnaya Lodka Atomnaya - PLA )
  - «Novembre» (Projet 627 - Classe Kit (Кит))
  - «Echo I» (Projet 659T) (réaménagé à partir des bateaux du Projet 659)
  - «Victor»
    - «Victor-I» (Projet 671 - Classe Yorsh (Ёрш))
    - «Victor-II» (Projet 671RT - Classe Syomga (Сёмга))
    - «Victor-III» (Projet 671RTM - Classe Shchuka (Щука))

  - «Alfa» (Projet 705 - Classe Lira (Лира))
  - «Mike» (Projet 685 - Classe Plavnik (Плавник))
  - «Sierra»
    - «Sierra-I» (Projet 945 - Classe Barrakuda (Барракуда))
    - «Sierra-II» (Projet 945A - Classe Kondor (Кондор))

  - «Akula»
    - «Akula-I» (Projet 971 - Classe Shchuka-B)
    - «Akula II»

  - «Severodvinsk» (Projet 885 - Classe Yasen (Ясень))

### Sous-marins lanceurs de missiles balistiques
- Sous-marins lance-missiles balistiques à propulsion diesel/électrique ( Podvodnaya Lodka Raketnaya Ballisticheskaya - PLRB )
  - «Zulu V» (Projet AV-611) 5 navires
  - «Golf I» (Projet 629) 22 navires
  - «Golf II» (Projet 629A) 14 navires (réaménagés à partir des bateaux du Projet 629)
- Sous-marins lance-missiles balistiques à propulsion nucléaire ( Podvodnaya Lodka Atomnaya Raketnaya Ballisticheskaya - PLARB )
  - «Hotel I» (Projet 658) 8 bateaux
  - «Hotel II» (Projet 658M) 7 bateaux (réaménagés à partir des bateaux du Projet 658)
  - «Yankee I» (Projet 667A, Navaga) 34 bateaux
  - «Yankee II» (Projet 667AM, Navaga-M) 1 bateau (réaménagé à partir du projet 667A)
  - «Delta I» (Projet 667B, Murena) 18 bateaux
  - «Delta II» (Projet 667BD, Murena-M) 4 bateaux
  - «Delta III» (Projet 667BDR, Kalmar) 14 bateaux
  - «Delta IV» (Projet 667BDRM, Delfin) 7 bateaux
  - «Typhoon» (Projet 941, Akula) 6 bateaux
  - «Borei I» (Projet 955 Borei) 3 bateaux
  - «Borei II» (Projet 955A Borei-A) 1 bateau, 4 en construction, 7 prévus

### Sous-marins à missiles guidés
- Sous-marins à missiles guidés - à propulsion diesel/électrique ( Podvodnaya Lodka Raketnaya Krylataya - PLRK )
  - «Whiskey Twin Cylinder» (Projet 644) (réaménagé à partir du projet 613)
  - «Whiskey Long Bin» (Projet 665) (réaménagé à partir du projet 613)
  - «Juliett» (Projet 651)
- Sous-marins à missiles guidés à propulsion nucléaire ( Podvodnaya Lodka Atomnaya Raketnaya Krylataya - PLARK )
  - «Echo I» (Projet 659) 5 bateaux
  - «Echo II»  (Projet 675) 29 bateaux
  - «Charlie-I»  (Projet 670)
  - «Charlie-II»  (Projet 670M)
  - «Papa»  (Projet 661, Anchar (Анчар)) 1 bateau
  - «Yankee-Sidecar»  (Projet 667M/Classe Andromeda) (réaménagé à partir du Projet 667A)
  - «Yankee-Notch» (Projet 667AT/classe Grusha) (réaménagé à partir du projet 667A)
  - «Oscar-I» (Projet 949, Granit (Гранит)
  - «Oscar-II»  (Projet 949A, Antey (Антей))

### Sous-marins expérimentaux, d'essai et à usage spécial
- « Golf»  (Projet 629E) (réaménagé à partir du 629A)
- « Bravo»  (Projet 690 - Classe Kefal)
- « India» (Projet 940 - Classe Lenok)
- « Lima» (Projet 1840)
- « Beluga»  (Projet 1710)

## Liste des sous-marins de la République populaire de Chine
Les codes OTAN pour les sous-marins chinois sont tirés des dynasties chinoises.
- Sous-marins lance-missiles balistiques à propulsion nucléaire
  - « Xia »  (Type 092)
  - « Jin » (Type 094)

- Sous-marins d'attaque - à propulsion nucléaire
  - « Han »  (Type 091)
  - « Shang»  (Type 093)

- Sous-marins d'attaque - à propulsion diesel/électrique
  - « Ming»  (Type 035)
  - « Chanson»  (Type 039)
  - « Yuan» (Type 039A)

- Sous-marins d'attaque - à propulsion hybride/nucléaire
  - « Zhou» (Type 041)

- Sous-marins lance-missiles balistiques à propulsion diesel/électrique
  - « Qing»  (Type 032)